# Basil Paterson
Pour les articles homonymes, voir Paterson.
Basil Paterson, né le 26 avril 1926 à Harlem et mort le 16 avril 2014 au Mount Sinai Hospital de Harlem, est un homme politique américain du quartier de Harlem à New York.
Il est le père de David Paterson, 55e gouverneur de New York.
Il est le second Afro-Américain membre d'un parti majoritaire à avoir été nommé à un poste officiel de l'État de New York : il en fut le secrétaire de 1979 à 1983. Paterson fut impliqué dans de nombreux projets à Harlem dans les années 1950 puis les années 1960, et a fait partie, au même titre que David Dinkins (ancien maire de New York) et Charles Rangel, des leaders du Harlem Clubhouse, mouvement politique majoritaire à Harlem à partir des années 1960.